# Alfons I av Aragonien
Alfons I, kallad krigaren (spanska: Alfonso I el Batallador), född 1073, död den 8 september 1134, var kung över Navarra och Aragonien mellan åren 1104 till 1134. Han tog titeln Imperator totius Hispaniae ifrån hans svärfar och det gjorde honom till kejsare över Spanien. Alfons var den andre sonen till Sancho Ramírez och han var sin äldste brors efterträdare. Alfons vann sin största seger mot morerna vid Ebro 1118, där han fördrev dem och lade beslag på Egea, Tudela, Calatayud, Borja, Tarazona, Daroca, och Monreal del Campo.

## Biografi
Alfons växte upp i klostret Siresa, där han fick lära sig att läsa, skriva och militära konster. Under sin äldre brors styre deltog han i slaget vid Huesca år 1096. Huesca blev den nya huvudstaden i riket. Han anslöt sig också till El Cids expedition in i Valencia. Med ett antal dödsfall, som bland annat hans brorsbarns död, blev han tronarvinge till Navarra och Aragonien.

### Regering
Alfons I gifte sig inte förrän han var över 30 år gammal. Hon och hans hustru Urraca av Kastilien, som han gifte sig med år 1109, hade ett äktenskap fullt av stridigheter. Äktenskapet var arrangerat av Urracas far, Alfons VI av Kastilien, som ville ha en förening mellan de två största kristna staterna som skydd mot almoraviderna och förse Kastilien med en kapabel militär ledare. 
Urraca stod på sig för sina rättigheter som drottning. Makarnas gräl blev snart till ett fullskaligt krig. Till slut förklarade påven, år 1110, att äktenskapet var annullerat, men Alfons ignorerade påven och fortsatte att anse sig att vara Urracas make. Det berodde till stor del på att han som gift med henne kunde hävda rättigheterna till stora hennes rike genom jure uxoris.
På grund av det misslyckade äktenskapet och hans ointresse för kvinnor hade han inga barn, så Alfons gjorde sin bror Ramiro till arvinge.

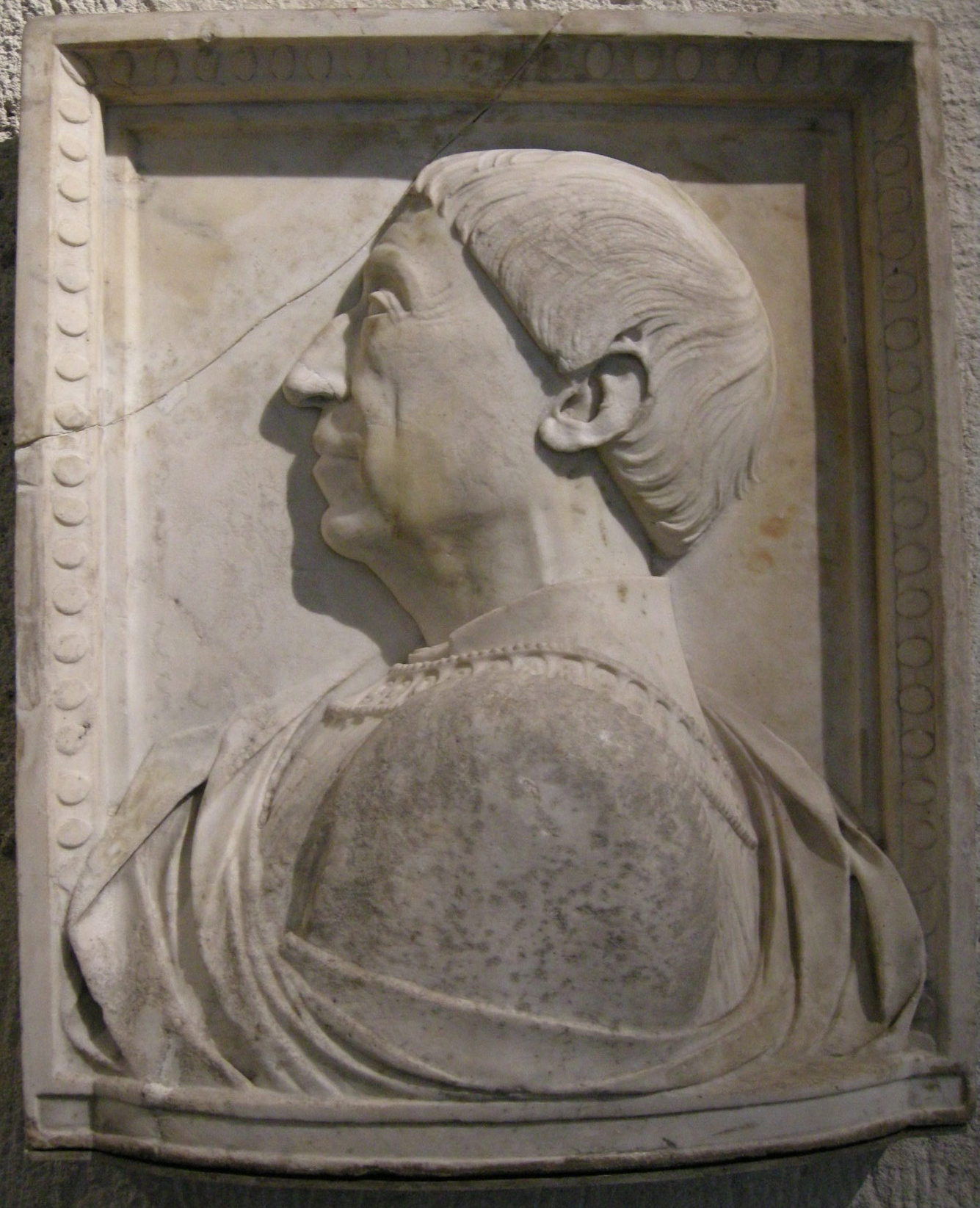
Alfons I av Aragonien, av Mino da Fiesole.